# Jim Forbes
James Ricardo "Jim" Forbes (Fort Rucker, 18 de julho de 1952 – El Paso, 21 de janeiro de 2022) foi um basquetebolista e treinador estadunidense. Com 2,03m, atuou como Ala-pivô.

## Carreira
Forbes esteve na Seleção Estadunidense que conquistou a medalha de prata disputada nos XX Jogos Olímpicos de Verão realizados em 1972 na Cidade de Munique. Não estava selecionado para os Torneio Olímpico, mas foi escolhido após John Brown se contundir.
Entrou para o Draft da NBA em 1974 e foi escolhido pelo Chicago Bulls na 70.ª escolha, mas nunca ingressou na NBA, voltando para sua alma mater, UTEP Miners como assistente técnico.

## Morte
Forbes morreu em 21 de janeiro de 2022, aos 69 anos de idade, em um hospital de El Paso.